# Childerik 1.
Childerik 1. (*436/437 †482) var konge over de saliske franker. Rollen som tidlig merovingisk hersker overtog han i 457/458. Han var far til Klodevig 1. og var muligvis søn af sin forgænger Merovech. Han havde fået tildelt området omkring Tournai mod at hjælpe med forsvaret af det vestromerske rige, og han brugte det som base for sine krigstogter. 
Childerik besejrede vestgoterne, som var i gang med at trænge frem langs Loire i nogle kampe ved Orléans omkring 463. Her kæmpede han sammen med den romerske general Aegidius, som var stationeret ved Soissons. Efter Aegidius' død sluttede han sig til Paul af Angers, og de besejrede goterne på et fælles togt. Odovaker angreb Angers, men blev besejret af Childerik den følgende dag i et slag, hvor Paul døde, og som endte med at Childerik indtog byen. Derpå forfulgte Childerik en saksisk bande til øerne ved Loires munding, hvor han tilintetgjorde den. Ifølge Gregor av Tours allierede Childerik sig derpå med Odovaker i et krigstogt mod nogle alemanner, som forsøgte at invadere Italien.
Disse er de eneste kendsgerninger, som kendes om Childerik, og de er endda ikke helt pålidelige. De sagnagtige beretninger om hans senere liv stammer alle fra Gregor af Tours' Historia Francorum. Han fortæller, hvordan Childerik blev fordrevet af sine egne franker, efter at han havde taget deres kvinder. Videre om hans otteårige ophold i Thüringen hos kong Basin og dronning Basina. Om hans tilbagevenden efter at hans tjener havde sendt ham en halv guldmønt som tegn på, at han trygt kunne gøre det. Og endelig om hans kommende hustru, dronning Basinas, ankomst til Tournai.
Efter det vestromerske riges fald i 476 så Childerik sig tydeligvis som løst fra alle forpligtelser overfor Rom og betragtede landet omkring Tournai som sin personlige ejendom. Han døde i 481 i sin hjemby og overlod tronen til sin søn, Klodevig 1.

## Childerik 1.s grav
Fundet af Childeriks grav blev gjort den 27. maj 1653 af en døvstum murer, Adrien Quinquin, som var i gang med at restaurere én af sidebygningerne til Sankt Brices kirke i Tournai. Ét af de mest interessante fund i graven var Childeriks gyldne signet, som viste hans hoved og påskriften Childerici regis (= "Kong Childerik"). Den tidligste beskrivelse af fundet findes i et værk af Chiflet med titlen Anastasis Childerici = "Childeriks genopstandelse", der blev udgivet af Plantin i Antwerpen i 1655. De forskellige fundstykker blev sendt til det østrigske skatkammer i Wien af den spanske generalguvernør for Nederlandene. I 1664 forærede kejser Leopold 1. dem nådigt til den franske kong Ludvig 14. 
I Paris blev fundene opbevaret i Bibliothèque Royale indtil natten mellem den 5. og 6. november 1831, da de fleste blev stjålet sammen med andre værdifulde genstande. Tyven blev forfulgt af politiet, og han kastede tyvekosterne i Seinen. De fleste blev fisket op igen, men Childeriks signet var tabt for altid.